# Torneio Interzonal de 1964
O Torneio Interzonal de 1964 foi um torneio de xadrez com o objetivo de selecionar os jogadores qualificados a participar do Torneio de Candidatos de 1965, que foi o Torneio de Candidatos do ciclo 1964-1966 para escolha do desafiante ao título no Campeonato Mundial de Xadrez de 1966. A competição foi realizada em Amsterdã de 19 de maio a 24 de junho e teve como vencedor Vasily Smyslov.

## Tabela de resultados[1][3]
Os nomes em fundo verde claro indicam os jogadores que participaram do torneio de Candidatos do ano seguinte:
|    |                      | 1 | 2 | 3 | 4 | 5 | 6 | 7 | 8 | 9 | 10 | 11 | 12 | 13 | 14 | 15 | 16 | 17 | 18 | 19 | 20 | 21 | 22 | 23 | 24 | Total | Tie break |
| -- | -------------------- | - | - | - | - | - | - | - | - | - | -- | -- | -- | -- | -- | -- | -- | -- | -- | -- | -- | -- | -- | -- | -- | ----- | --------- |
| 1  | Vasily Smyslov       | - | ½ | ½ | ½ | ½ | ½ | ½ | ½ | 1 | 1  | 1  | 1  | ½  | 1  | ½  | ½  | ½  | ½  | 1  | 1  | 1  | 1  | 1  | 1  | 17    | 179.00    |
| 2  | Bent Larsen          | ½ | - | 1 | ½ | 0 | 1 | 0 | ½ | 1 | ½  | 1  | 1  | 1  | ½  | ½  | ½  | 1  | 1  | ½  | 1  | 1  | 1  | 1  | 1  | 17    | 178.00    |
| 3  | Boris Spassky        | ½ | 0 | - | ½ | ½ | ½ | ½ | 1 | 1 | 1  | 0  | ½  | 1  | ½  | 1  | 1  | ½  | 1  | 1  | 1  | 1  | 1  | 1  | 1  | 17    | 172.25    |
| 4  | Mikhail Tal          | ½ | ½ | ½ | - | ½ | ½ | ½ | ½ | ½ | ½  | ½  | ½  | 1  | 1  | 1  | 1  | ½  | 1  | 1  | 1  | 1  | 1  | 1  | 1  | 17    | 171.00    |
| 5  | Leonid Stein         | ½ | 1 | ½ | ½ | - | 0 | 1 | ½ | 0 | 1  | ½  | 1  | ½  | 1  | 1  | 1  | 1  | ½  | ½  | ½  | 1  | 1  | 1  | 1  | 16½   |           |
| 6  | David Bronstein      | ½ | 0 | ½ | ½ | 1 | - | ½ | ½ | ½ | ½  | 1  | ½  | ½  | 1  | ½  | ½  | 1  | 1  | 1  | ½  | 1  | 1  | 1  | 1  | 16    |           |
| 7  | Borislav Ivkov       | ½ | 1 | ½ | ½ | 0 | ½ | - | ½ | ½ | ½  | 0  | 1  | 1  | ½  | ½  | ½  | ½  | 1  | 1  | 1  | ½  | 1  | 1  | 1  | 15    |           |
| 8  | Samuel Reshevsky     | ½ | ½ | 0 | ½ | ½ | ½ | ½ | - | ½ | ½  | ½  | ½  | ½  | 1  | ½  | ½  | 1  | ½  | ½  | 1  | 1  | 1  | 1  | 1  | 14½   | 144.25    |
| 9  | Lajos Portisch       | 0 | 0 | 0 | ½ | 1 | ½ | ½ | ½ | - | ½  | 0  | ½  | ½  | 1  | 1  | 1  | ½  | 1  | ½  | 1  | 1  | 1  | 1  | 1  | 14½   | 138.00    |
| 10 | Svetozar Gligorić    | 0 | ½ | 0 | ½ | 0 | ½ | ½ | ½ | ½ | -  | ½  | 1  | 1  | ½  | 1  | ½  | 1  | ½  | 1  | 1  | 0  | 1  | 1  | 1  | 14    |           |
| 11 | Klaus Darga          | 0 | 0 | 1 | ½ | ½ | 0 | 1 | ½ | 1 | ½  | -  | 0  | ½  | 1  | ½  | 1  | ½  | ½  | 1  | 1  | ½  | ½  | 1  | ½  | 13½   |           |
| 12 | Levente Lengyel      | 0 | 0 | ½ | ½ | 0 | ½ | 0 | ½ | ½ | 0  | 1  | -  | ½  | ½  | 1  | ½  | 1  | ½  | ½  | 1  | 1  | 1  | 1  | 1  | 13    |           |
| 13 | Ludek Pachman        | ½ | 0 | 0 | 0 | ½ | ½ | 0 | ½ | ½ | 0  | ½  | ½  | -  | ½  | 1  | ½  | 1  | 1  | 1  | 1  | 1  | 1  | ½  | ½  | 12½   |           |
| 14 | Larry Evans          | 0 | ½ | ½ | 0 | 0 | 0 | ½ | 0 | 0 | ½  | 0  | ½  | ½  | -  | 1  | ½  | 0  | 1  | 1  | 1  | ½  | ½  | 1  | ½  | 10    |           |
| 15 | Georgi Tringov       | ½ | ½ | 0 | 0 | 0 | ½ | ½ | ½ | 0 | 0  | ½  | 0  | 0  | 0  | -  | ½  | 1  | ½  | ½  | 1  | ½  | ½  | 1  | 1  | 9½    |           |
| 16 | Pal Benko            | ½ | ½ | 0 | 0 | 0 | ½ | ½ | ½ | 0 | ½  | 0  | ½  | ½  | ½  | ½  | -  | ½  | 0  | 1  | 0  | 1  | ½  | ½  | ½  | 9     |           |
| 17 | Héctor Rossetto      | ½ | 0 | ½ | ½ | 0 | 0 | ½ | 0 | ½ | 0  | ½  | 0  | 0  | 1  | 0  | ½  | -  | ½  | ½  | ½  | 0  | 1  | 0  | 1  | 8     | 82.00     |
| 18 | Alberto Foguelman    | ½ | 0 | 0 | 0 | ½ | 0 | 0 | ½ | 0 | ½  | ½  | ½  | 0  | 0  | ½  | 1  | ½  | -  | 0  | 0  | 1  | 1  | 0  | 1  | 8     | 76.50     |
| 19 | István Bilek         | 0 | ½ | 0 | 0 | ½ | 0 | 0 | ½ | ½ | 0  | 0  | ½  | 0  | 0  | ½  | 0  | ½  | 1  | -  | ½  | 1  | 1  | ½  | ½  | 8     | 72.75     |
| 20 | Oscar Quiñones       | 0 | 0 | 0 | 0 | ½ | ½ | 0 | 0 | 0 | 0  | 0  | 0  | 0  | 0  | 0  | 1  | ½  | 1  | ½  | -  | ½  | 1  | ½  | 1  | 7     |           |
| 21 | Yosef Porath         | 0 | 0 | 0 | 0 | 0 | 0 | ½ | 0 | 0 | 1  | ½  | 0  | 0  | ½  | ½  | 0  | 1  | 0  | 0  | ½  | -  | 0  | ½  | ½  | 5½    |           |
| 22 | Francisco José Pérez | 0 | 0 | 0 | 0 | 0 | 0 | 0 | 0 | 0 | 0  | ½  | 0  | 0  | ½  | ½  | ½  | 0  | 0  | 0  | 0  | 1  | -  | 1  | 1  | 5     |           |
| 23 | Bela Berger          | 0 | 0 | 0 | 0 | 0 | 0 | 0 | 0 | 0 | 0  | 0  | 0  | ½  | 0  | 0  | ½  | 1  | 1  | ½  | ½  | ½  | 0  | -  | 0  | 4½    |           |
| 24 | Zvonko Vranesic      | 0 | 0 | 0 | 0 | 0 | 0 | 0 | 0 | 0 | 0  | ½  | 0  | ½  | ½  | 0  | ½  | 0  | 0  | ½  | 0  | ½  | 0  | 1  | -  | 4     |           |